# Rapsolie
Rapsolie er en vegetabilsk olie som udvindes af rapsfrø fra rapsplanten. Olien har en relativt neutral, nøddeagtig smag og er blevet et vigtigt alternativ til andre madolier med et relativt højt indhold af umættede fedtsyrer, omega-6-fedtsyrer og omega-3-fedtsyrer, specielt alfalinolensyre, AFA, der i kroppen omdannes til eicosapentaensyre, EPA, og en lille mængde kan omdannes igen til docosahexaensyre, DHA, en vigtig del af fosfolipiderner i sædceller, hjerne og øjets nethinde. AFA reducerer også mængden af triglycerider i blodet og mindsker risikoen for hjerte-kar-sygdomme.
I dag er det muligt at udvinde olien ved koldpresning der er en mere skånsom metode end varmpresning. 
Olietypen anvendes også som biobrændsel i en del europæiske lande, dog kun i begrænset omfang i Danmark.  Rapsolien kan laves om til benzin, som forhandles på enkelte tankstationer.

## Eksterne links
- Giftfri rapskage til danske svin og fjerkræ. Videnskab.dk